# Selección femenina de rugby league de Chile
La Selección femenina de rugby league de Chile es el representante de dicho país en la modalidad de Rugby League.
Esta regulada por la Federación de Rugby League Futbol 13 de Chile.

## Historia
Sus primeros partidos los disputó en la categoría de rugby league en formato nines, frente al combinado de Argentina durante el Latinoamericano masculino de Rugby League 2017, disputado en Los Ángeles, perdiendo en ambos por marcadores de 0-6 en el primero, y en el segundo encuentro por una diferencia de 0 a 20, siendo estos los primeros partidos de exhibición disputados en Sudamérica.

## Partidos disputados

### Rugby League Nines
| 17 de noviembre de 2017 | Chile | 0 - 6 | Argentina | Los Ángeles, Chile |  |

| 17 de noviembre de 2017 | Chile | 0 - 20 | Argentina | Los Ángeles, Chile |  |

## Historial
- Solo se consideran partidos en formato de rugby league nines.

| Oponente  | Jugados | Ganados | Empatados | Perdidos | % de victorias | Mejor resultado |
| --------- | ------- | ------- | --------- | -------- | -------------- | --------------- |
| Argentina | 2       | 0       | 0         | 2        | 0,0%           | 0 - 6           |
| Total     | 2       | 0       | 0         | 2        | 0.0%           | -               |

## Participación en copas

### Copa Mundial
- 2000 al 2026: sin  participación